# 許淑華 (1975年)
許淑華（1975年10月15日—），中華民國政治人物，中國國民黨籍，生於南投縣南投市，現任南投縣縣長，曾任南投縣議員、南投市市長、立法委員、中國國民黨中央委員會常務委員。

## 經歷
2002年1月，代表親民黨投入南投縣議員選舉並當選。
2005年12月，以中國國民黨籍當選南投市市長。
2009年12月，連任南投市市長。
2013年12月，宣布爭取國民黨南投縣縣長提名初選，隔年1月敗給當時已連任兩屆立委的林明溱。
2014年6月，接任南投縣跆拳道委員會主任委員。12月，卸任南投市長後隔年投入2015年南投縣第二選舉區立法委員缺額補選並且當選。
2016年1月，連任立法委員。2月，擔任中國國民黨立法院黨團副書記長。9月，當選立法院司法及法制委員會召集委員。
2018年8月，成為九合一選舉中國國民黨高雄市市長參選人韓國瑜的競選發言人。
2020年1月，連任立委。2021年10月，於國民黨南投縣縣長初選之前的協調民調勝出。2022年5月，被國民黨提名參選南投縣縣長選舉，11月當選。

## 爭議

### 碩士論文違反學術倫理
2020年8月3日，促轉會前副研究員吳佩蓉指出，許淑華在逢甲大學的碩士論文涉抄袭，批評其是「省力女抄人」，媒體將許淑華論文上傳到內容抄襲檢測系統資料庫Turnitin，得出論文相似度達32%，其中相似度佔比最高達6%的文章，就是中央大學碩士畢業生黃中元的文章，隨後許淑華反駁，自己有參考一位暨南大學博士生研究的內容，當時確實疏忽沒有載明出處。
2022年8月，許淑華因即將參加年底地方大選，論文爭議再次浮上檯面。2日，許淑華辦公室發函逢甲大學召開學術倫理調查會議，釐清是否存在抄襲爭議。9月，關於許淑華論文涉抄襲南投市公所前專員謝百傑的研究報告一事，謝表示是他提供給許，並稱該報告未公開發表。但又遭南投縣議員參選人曾琮愷質疑，該報告早就發表於行政院人事行政總處期刊，許抄襲使用不但違法也侵犯該單位著作權，今公開檢舉；對此許淑華表示，母校審查結果出爐前不再回應。10月，逢甲大學審查結果出爐，認定許淑華的學位論文雖然涉及不當引述，有違反學術倫理的情形，但尚未達到撤銷學位程度，惟應於111學年度上學期內完成修正。
2023年1月，逢甲大學表示，已收到許的修正論文，經比對論文通過審核，許淑華保住碩士學位。

## 家庭
許淑華的父親許天送曾擔任兩屆南投市民代表會主席。
2022年許淑華參選南投縣長選舉，其對手民進黨參選人蔡培慧質疑許有黑道背景。許淑華回應父親是更生人，也已付出了相應的代價，希望民進黨別因為選情告急，就為難80歲的老人。
位於南投市的三玄宮由許天送興建，有長期占用國有地的爭議，南投市公所及南投縣政府因「未主動查報、缺乏積極作為」，被監察院提出糾正，許淑華回應將依法處理。
許母陳姓女子打著許淑華的名號，積欠上千萬債務，在南投聲名遠播，許淑華為此感到困擾。

## 選舉紀錄
| 年度 | 選舉屆數               | 選舉區           | 所屬政黨   | 得票數  | 得票率 | 當選標記 | 備註 |
| ---- | ---------------------- | ---------------- | ---------- | ------- | ------ | -------- | ---- |
| 2002 | 第十五屆南投縣議員選舉 | 南投縣第一選舉區 | 親民黨     | 3,938   | 5.45%  |          |      |
| 2005 | 第八屆南投市市長選舉   | 南投縣南投市     | 中國國民黨 | 31,407  | 60.73% |          |      |
| 2009 | 第九屆南投市市長選舉   | 南投縣南投市     | 中國國民黨 | 41,012  | 83.73% |          |      |
| 2015 | 第八屆立法委員補選     | 南投縣第二選舉區 | 中國國民黨 | 38,694  | 51.12% |          |      |
| 2016 | 第九屆立法委員選舉     | 南投縣第二選舉區 | 中國國民黨 | 73,485  | 56.65% |          |      |
| 2020 | 第十屆立法委員選舉     | 南投縣第二選舉區 | 中國國民黨 | 80,067  | 54.83% |          |      |
| 2022 | 第十九屆南投縣縣長選舉 | 南投縣           | 中國國民黨 | 154,256 | 55.99% | [ 30 ]   |      |